# Ле-Глезиль
Ле-Глези́ль (фр. Le Glaizil, окс. Lo Glaisiú) — коммуна во Франции, находится в регионе Прованс — Альпы — Лазурный Берег. Департамент коммуны — Верхние Альпы. Входит в состав кантона Сен-Фирмен. Округ коммуны — Гап.
Код INSEE коммуны — 05062.

## Население
Население коммуны на 2008 год составляло 170 человек.
| 1962 | 1968 | 1975 | 1982 | 1990 | 1999 | 2008 |
| ---- | ---- | ---- | ---- | ---- | ---- | ---- |
| 115  | 155  | 168  | 175  | 169  | 179  | 170  |

## Экономика
В 2007 году среди 102 человек в трудоспособном возрасте (15—64 лет) 73 были экономически активными, 29 — неактивными (показатель активности — 71,6 %, в 1999 году было 60,6 %). Из 73 активных работали 67 человек (39 мужчин и 28 женщин), безработных было 6 (1 мужчина и 5 женщин). Среди 29 неактивных 8 человек были учениками или студентами, 14 — пенсионерами, 7 были неактивными по другим причинам.

## Достопримечательности
- Руины замка Ледигьер (конец XVI века), принадлежавшего Франсуа де Бонну.

## Фотогалерея
- Руины замка Ледигьер
- Церковь
- Мэрия
- Крест на кладбище